# Primera División Femenina de España 2012-13
La temporada 2012-13 es la 25.ª edición de la Primera División Femenina de fútbol. Empezó el 2 de septiembre de 2012 y finalizó el 5 de mayo de 2013. En esta edición se coronó campeón el Fútbol Club Barcelona en la última fecha contra el Athletic Club, sumando así su segundo título ligero.

## Sistema de competición
La competición la disputaron 16 equipos, que jugaron todos contra todos a doble partido (un partido en el campo de cada equipo), según un calendario previamente establecido por sorteo. 
Los equipos puntúan en función de sus resultados: tres puntos por partido ganado, uno por el empate y ninguno por las derrotas. El club que sume más puntos al término del campeonato se proclamará campeón de liga y obtendrá una plaza para la siguiente edición de la Liga de Campeones de la UEFA. Asimismo, los ocho primeros clasificados disputarán la Copa de la Reina al término de la liga. Los dos últimos clasificados descenderán a Segunda División Femenina.

## Información de los equipos
| Equipo                           | Ciudad              | Entrenador         | Estadio                         | Aforo | Marca  | Patrocinador                |
| -------------------------------- | ------------------- | ------------------ | ------------------------------- | ----- | ------ | --------------------------- |
| Athletic Club                    | Bilbao              | Juan Luis Fuentes  | Instalaciones de Lezama         | 1 500 | Umbro  | Diputación Foral de Vizcaya |
| Club Atlético de Madrid Féminas  | Madrid              | Jesús Núñez        | Miniestadio Cerro del Espino    | 3 500 | Nike   | Azerbaiyán                  |
| C. D. Transportes Alcaine        | Zaragoza            | Alberto Berna      | Centro Deportivo Delicias       | 1 000 | Hummel |                             |
| Club Esportiu Sant Gabriel       | San Adrián de Besós | Pedro Martín       | José Luis Ruiz Casado           | 1 000 |        |                             |
| Fútbol Club Barcelona            | Barcelona           | Xavi Llorens       | Ciutat Esportiva Joan Gamper    | 1 000 | Nike   | Qatar Foundation            |
| Fútbol Club Levante Las Planas   | San Juan Despí      |                    | Municipal Les Planes            | 1 000 | Nike   |                             |
| Levante Unión Deportiva          | Valencia            | Antonio Contreras  | Polideportivo de Nazaret        | 400   | Luanvi | Valencia Terra i Mar        |
| Rayo Vallecano de Madrid         | Madrid              | Daniel Limones     | Ciudad Deportiva Rayo Vallecano | 2 500 | Erreà  |                             |
| Real Sociedad de Fútbol          | San Sebastián       | Unai Gazpio        | Instalaciones de Zubieta        | 2 500 | Nike   | La Gula del Norte           |
| Real Club Deportivo Espanyol     | Barcelona           | Luis Carrión       | Ciutat Esportiva Dani Jarque    | 1 000 | Puma   | Cancún                      |
| Sevilla Fútbol Club              | Sevilla             | Manolo Pineda      | Estadio Guadalquivir            | 7 500 | Umbro  |                             |
| Sociedad Deportiva Lagunak       | Barañáin            | Rubén Berrogui     | Municipal de Lagunak            | 1 000 | Astore |                             |
| S. P. Comarca Llanos de Olivenza | Olivenza            | Félix Pedro Rivera | Ciudad Deportiva de Olivenza    | 5 000 | Joma   |                             |
| Sporting Club de Huelva          | Huelva              | Antonio Toledo     | Polideportivo Pepe San Andrés   | 800   | Joma   | Cajasol                     |
| Unión Deportiva Collerense       | Palma de Mallorca   | Joan Vicenç Acuñas | Can Caimari                     | 1 000 | Erreà  | Reciclajes Perez            |
| Valencia Féminas Club de Fútbol  | Valencia            | Cristian Toro      | Municipal de Beniferri          | 1 000 | Joma   | Burger King                 |

## Equipos por Comunidad Autónoma
| Com. Autónoma  | N.º | Equipos                                                                           |
| -------------- | --- | --------------------------------------------------------------------------------- |
| Cataluña       | 4   | C. E. Sant Gabriel, F. C. Barcelona, F. C. Levante Las Planas y R. C. D. Espanyol |
| Andalucía      | 2   | Sevilla F. C. y Sporting de Huelva                                                |
| Com. de Madrid | 2   | Atlético de Madrid y Rayo Vallecano                                               |
| País Vasco     | 2   | Athletic Club y Real Sociedad                                                     |
| C. Valenciana  | 2   | Valencia C. F. y Levante U. D.                                                    |
| Aragón         | 1   | C. D. Transportes Alcaine                                                         |
| Estremadura    | 1   | S. P. C. Llanos de Olivenza                                                       |
| Islas Baleares | 1   | U. D. Collerense                                                                  |
| Navarra        | 1   | S. D. Lagunak                                                                     |

## Clasificación
|  |     | Equipos de fútbol           | P. J. | G. | E. | P. | G. F. | G. C. | Dif. | Pts. |
|  | --- | --------------------------- | ----- | -- | -- | -- | ----- | ----- | ---- | ---- |
|  | 1.  | F. C. Barcelona (C)         | 30    | 24 | 4  | 2  | 91    | 13    | 78   | 76   |
|  | 2.  | Athletic Club               | 30    | 23 | 5  | 2  | 84    | 24    | 60   | 74   |
|  | 3.  | Atlético Féminas            | 30    | 20 | 8  | 2  | 70    | 21    | 49   | 68   |
|  | 4.  | Levante U. D.               | 30    | 21 | 2  | 7  | 53    | 21    | 32   | 65   |
|  | 5.  | R. C. D. Espanyol           | 30    | 16 | 6  | 8  | 47    | 25    | 22   | 54   |
|  | 6.  | Rayo Vallecano              | 30    | 15 | 7  | 8  | 84    | 47    | 37   | 52   |
|  | 7.  | Prainsa Zaragoza            | 30    | 14 | 3  | 13 | 65    | 77    | -12  | 45   |
|  | 8.  | C. E. Sant Gabriel          | 30    | 11 | 7  | 12 | 40    | 44    | -4   | 40   |
|  | 9.  | Sporting de Huelva          | 30    | 11 | 5  | 14 | 41    | 52    | -11  | 38   |
|  | 10. | Real Sociedad               | 30    | 9  | 6  | 15 | 41    | 44    | -3   | 33   |
|  | 11. | Levante Las Planas          | 30    | 9  | 5  | 16 | 34    | 47    | -13  | 32   |
|  | 12. | Sevilla F. C.               | 30    | 8  | 6  | 16 | 37    | 52    | -15  | 30   |
|  | 13. | U. D. Collerense            | 30    | 8  | 5  | 17 | 47    | 77    | -30  | 29   |
|  | 14. | Valencia Féminas            | 30    | 8  | 3  | 19 | 28    | 55    | -27  | 27   |
|  | 15. | Comarca Llanos Olivenza (D) | 30    | 3  | 7  | 20 | 30    | 74    | -44  | 16   |
|  | 16. | S. D. Lagunak (D)           | 30    | 1  | 1  | 28 | 16    | 130   | -114 | 4    |

(D) Descendido  (C) Campeón
Pts. = Puntos; P. J. = Partidos jugados; G. = Partidos ganados; E. = Partidos empatados; P. = Partidos perdidos; G. F. = Goles a favor; G. C. = Goles en contra; Dif. = Diferencia de goles
Central de datos.
|  | Clasificado para la Liga de Campeones 2012-13 y la Copa de la Reina 2013 |
|  | Clasificado para la Copa de la Reina 2013                                |
|  | Desciende a Segunda División                                             |

| Campeón FC Barcelona 2.o título |

## Cuadro de resultados
|                             | Ath | Atl | Llp | Bar  | Col | Esp | Lag | Lev | Lla | Ray | RSo | StG | Sev | SpH | Val | TrA |
| Athletic Club               |     | 1-2 | 4-0 | 1-2  | 4-0 | 4-1 | 5-0 | 1-0 | 5-0 | 3-2 | 2-1 | 2-0 | 4-0 | 2-1 | 4-0 | 5-2 |
| Atlético de Madrid          | 1-1 |     | 1-0 | 1-1  | 3-1 | 0-0 | 6-1 | 1-1 | 5-1 | 3-3 | 1-0 | 3-0 | 2-1 | 1-1 | 3-0 | 4-0 |
| F. C. Levante Las Planas    | 1-2 | 1-3 |     | 0-1  | 1-0 | 0-1 | 1-3 | 0-0 | 6-0 | 2-5 | 3-0 | 0-0 | 0-0 | 0-2 | 1-0 | 0-1 |
| F. C. Barcelona             | 0-0 | 2-0 | 4-0 |      | 5-0 | 1-0 | 6-1 | 4-0 | 4-0 | 0-2 | 4-0 | 7-1 | 2-0 | 4-0 | 4-0 | 6-2 |
| U. D. Collerense            | 3-3 | 1-1 | 3-4 | 0-2  |     | 1-1 | 5-0 | 0-2 | 1-1 | 2-1 | 4-3 | 0-4 | 1-0 | 3-4 | 4-0 | 4-2 |
| R. C. D. Espanyol           | 1-1 | 1-1 | 2-0 | 2-0  | 0-0 |     | 1-0 | 1-2 | 4-1 | 4-0 | 1-3 | 1-2 | 2-0 | 3-0 | 2-0 | 4-0 |
| S. D. Lagunak               | 0-4 | 0-8 | 0-2 | 0-11 | 1-2 | 0-1 |     | 0-4 | 0-3 | 2-7 | 0-4 | 1-2 | 0-4 | 0-5 | 0-5 | 0-2 |
| Levante U. D.               | 0-1 | 1-0 | 2-0 | 0-1  | 4-1 | 0-1 | 7-0 |     | 2-0 | 2-1 | 2-1 | 3-1 | 1-2 | 1-0 | 1-0 | 1-0 |
| S. P. C. Llanos de Olivenza | 0-2 | 2-5 | 1-0 | 0-3  | 5-2 | 4-0 | 1-1 | 1-4 |     | 0-3 | 0-1 | 2-2 | 2-3 | 1-1 | 1-2 | 1-3 |
| Rayo Vallecano              | 2-4 | 1-2 | 2-2 | 2-2  | 5-0 | 1-4 | 9-0 | 2-3 | 3-1 |     | 4-3 | 1-1 | 3-1 | 6-0 | 0-1 | 3-3 |
| Real Sociedad               | 1-2 | 0-1 | 2-0 | 0-3  | 5-1 | 1-1 | 2-1 | 0-1 | 3-0 | 1-1 |     | 1-1 | 0-1 | 3-0 | 4-0 | 2-2 |
| C. E. Sant Gabriel          | 0-1 | 0-2 | 0-0 | 0-2  | 3-0 | 0-2 | 4-0 | 0-1 | 3-0 | 1-1 | 2-0 |     | 3-1 | 3-2 | 1-0 | 3-2 |
| Sevilla F. C.               | 1-4 | 0-2 | 2-3 | 1-1  | 1-4 | 1-2 | 4-2 | 0-1 | 2-2 | 1-2 | 1-1 | 2-0 |     | 0-0 | 0-0 | 2-4 |
| Sporting de Huelva          | 1-1 | 0-3 | 3-0 | 0-5  | 2-1 | 0-1 | 4-1 | 2-0 | 1-1 | 0-2 | 0-1 | 2-1 | 3-0 |     | 1-0 | 0-2 |
| Valencia Féminas            | 1-5 | 0-2 | 0-1 | 0-3  | 1-0 | 1-0 | 4-0 | 0-2 | 2-1 | 2-1 | 1-1 | 2-2 | 0-2 | 1-2 |     | 4-1 |
| C. D. Transportes Alcaine   | 1-6 | 0-3 | 4-3 | 0-4  | 4-3 | 4-1 | 7-2 | 2-2 | 3-2 | 1-3 | 2-0 | 2-0 | 1-3 | 5-4 | 3-2 |     |